# Elektrofores

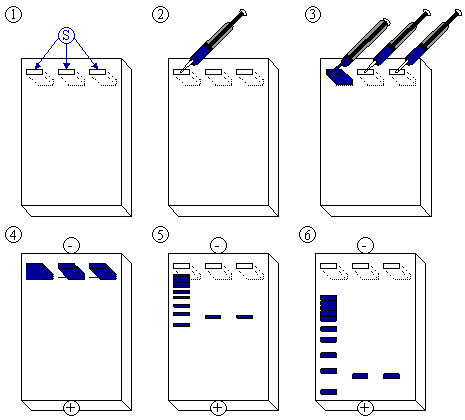
Schematisk framställning av elektroforesprocessen

Elektrofores är en metod att separera molekyler med olika laddning. Nästan alla biomolekyler är laddade.
Elektrofores är en metod som karaktäriserar och separerar joner. Ett exempel är separeringen av aminosyror. Några droppar av aminosyrablandningen överförs till ett papper som fuktats med en buffertlösning med lämpligt pH. Därefter lägger man en elektrisk spänning på ca 300 V över pappret. Då kommer negativa aminosyrajoner att vandra mot anoden (anafores) och positiva mot katoden (katafores). Inom molekylärbiologin är gelelektrofores en vanlig tillämpning av elektrofores.